# Grynig sköldlav
Grynig sköldlav (Melanelia sorediata) är en lavart som först beskrevs av Erik Acharius, och fick sitt nu gällande namn av Goward & Ahti. Grynig sköldlav ingår i släktet Melanelia och familjen Parmeliaceae.  Arten är reproducerande i Sverige. Inga underarter finns listade i Catalogue of Life.